# Modraszek inkaski
Modraszek inkaski (Iridosornis reinhardti) – gatunek małego ptaka z rodziny tanagrowatych (Thraupidae). Występuje w północno-zachodniej Ameryce Południowej – jest endemitem Peru. Nie wyróżnia się podgatunków. W Czerwonej księdze gatunków zagrożonych IUCN klasyfikowany jest jako gatunek najmniejszej troski (LC,  Least Concern).

## Systematyka
Pierwszego naukowego opisu gatunku dokonał angielski przyrodnik Philip Lutley Sclater w 1865 roku, nadając mu nazwę Iridornis reinhardti. Opis ukazał się na łamach czasopisma „Ibis”. Jako miejsce typowe autor wskazał wschodnie zbocza peruwiańskich Kordylierów. Gatunek monotypowy, dawniej był uznawany za podgatunek modraszka złotołbistego (Iridosornis rufivertex ).

### Etymologia
- Incaspiza: Inkowie, rdzenni mieszkańcy Peru w czasie hiszpańskiej konkwisty; greckie σπιζα spiza – „zięba” < σπιζω spizō – „ćwierkać”[12].
- reinhardti: od nazwiska duńskiego zoologa Johana Reinhardta (1778-1845)[13].

## Morfologia
Niewielki ptak o krótkim, grubym i lekko zaokrąglonym dziobie – górna szczęka czarniawa, nieco dłuższa, żuchwa niebieskawo-szara. Głowa, kark, szyja, podgardle i gardło czarne, ze złotożółtym wyraźnym grubym paskiem rozciągającym się od spodu policzków i przechodzącym za okiem poprzez całą głowę. Reszta ciała jasnoniebieska. Ogon czarniawy, matowy z jaśniejszymi obrysami bocznych sterówek. Skrzydła czarne z szerokimi niebieskimi obrzeżami. Nogi czarne, tęczówki rudobrązowe. Nie występuje dymorfizm płciowy. Długość ciała 16,5 cm, masa ciała 19,5–28 g, długość skrzydła 85 mm, długość ogona 73 mm.

## Zasięg występowania
Modraszek inkaski występuje na terenach położonych na wysokości 2000–3700 m n.p.m. wzdłuż wschodnich zboczy Andów na wschód i południe od rzeki Marañón na południe do regionu Cuzco. Jest pospolity po wschodniej stronie rzeki Apurímac w Cordillera de Vilcabamba, bardzo rzadko spotykany na południu aż po dolinę rzeki Urubamba (Święta Dolina Inków). Jego zasięg występowania według szacunków organizacji BirdLife International obejmuje tylko około 137 tys. km².

## Ekologia
Jego głównym habitatem jest bardzo wilgotny las górski oraz jego obrzeża. Spotykany jest także w lesie karłowatym i w niskich zaroślach na zboczach gór. Żeruje nisko na wysokości 1–5 m nad ziemią, sporadycznie tylko na jej powierzchni. Żywi się głównie drobnymi owocami, w tym jagodami, dietę uzupełnia owadami. Jest najprawdopodobniej gatunkiem osiadłym. Długość pokolenia jest określana na 3,7 roku.

### Rozmnażanie
Niewiele wiadomo o rozrodzie tego gatunku. Młodociane ptaki w środkowym Peru obserwowano w czerwcu.

## Status i ochrona
W Czerwonej księdze gatunków zagrożonych IUCN modraszek inkaski jest klasyfikowany jako gatunek najmniejszej troski (LC, Least Concern). Liczebność populacji nie została oszacowana, ale ptak ten opisywany jest jako dosyć pospolity. Ze względu na brak dowodów na spadki liczebności bądź istotne zagrożenia dla gatunku BirdLife International uznaje trend liczebności populacji za prawdopodobnie stabilny. Organizacja ta wymienia 8 ostoi ptaków IBA, w których ten gatunek występuje, wszystkie w Peru. Są to m.in. Cordillera Vilcabamba, Cordillera Yanachaga, Santuario Histórico Machu Picchu.